# Turniej o Łańcuch Herbowy Miasta Ostrowa Wielkopolskiego 2007
Turniej o Łańcuch Herbowy Miasta Ostrowa Wielkopolskiego 2007 – turniej żużlowy, rozegrany po raz 55. w Ostrowie Wielkopolskim, w którym zwyciężył Duńczyk Nicki Pedersen.

## Wyniki
- Ostrów Wielkopolski, 17 czerwca 2007
- Sędzia: Leszek Demski

| Msc. | Zawodnik             | Państwo         | Pkt   |             |  |
| ---- | -------------------- | --------------- | ----- | ----------- |  |
| 1    | Nicki Pedersen       | Dania           | 14    | (2,3,3,3,3) |  |
| 2    | Jason Crump          | Australia       | 13    | (3,3,3,3,1) |  |
| 3    | Ryan Sullivan        | Australia       | 11 +3 | (3,0,3,3,2) |  |
| 4    | Leigh Adams          | Australia       | 11 +2 | (2,3,3,3,0) |  |
| 5    | Andreas Jonsson      | Szwecja         | 11 +1 | (3,2,1,2,3) |  |
| 6    | Antonio Lindbäck     | Szwecja         | 8     | (1,1,2,2,2) |  |
| 7    | Sebastian Ułamek     | Polska          | 8     | (2,1,2,1,2) |  |
| 8    | Krzysztof Kasprzak   | Polska          | 8     | (1,2,2,2,1) |  |
| 9    | Jarosław Hampel      | Polska          | 7     | (1,2,1,d,3) |  |
| 10   | Mikael Max           | Szwecja         | 6     | (3,0,1,0,2) |  |
| 11   | Mariusz Węgrzyk      | Polska          | 6     | (0,2,0,1,3) |  |
| 12   | Robert Kościecha     | Polska          | 6     | (0,3,1,2,0) |  |
| 13   | Chris Harris         | Wielka Brytania | 5     | (0,1,2,1,1) |  |
| 14   | Joe Screen           | Wielka Brytania | 4     | (2,0,0,1,1) |  |
| 15   | Łukasz Jankowski     | Polska          | 2     | (1,1,0,0,0) |  |
| 16   | Maciej Piaszczyński  | Polska          | 0     | (0,0,0,0,0) |  |
|      | rez. Andrzej Huszcza | Polska          | ns    |             |  |

Bieg po biegu:
1. Sullivan, Screen, Lindbäck, Harris
2. Crump, Ułamek, Kasprzak, Węgrzyk
3. Jonsson, Pedersen, Jankowski, Piaszczyński
4. Max, Adams, Hampel, Kościecha
5. Pedersen, Hampel, Ułamek, Screen
6. Kościecha, Kasprzak, Jankowski, Sullivan
7. Crump, Jonsson, Lindbäck, Max
8. Adams, Węgrzyk, Harris, Piaszczyński
9. Adams, Kasprzak, Jonsson, Screen
10. Sullivan, Ułamek, Max, Piaszczyński
11. Pedersen, Lindbäck, Kościecha, Węgrzyk
12. Crump, Harris, Hampel, Jankowski
13. Crump, Kościecha, Screen, Piaszczyński
14. Sullivan, Jonsson, Węgrzyk, Hampel-d/4
15. Adams, Lindbäck, Ułamek, Jankowski
16. Pedersen, Kasprzak, Harris, Max
17. Węgrzyk, Max, Screen, Jankowski
18. Pedersen, Sullivan, Crump, Adams
19. Hampel, Lindbäck, Kasprzak, Piaszczyński
20. Jonsson, Ułamek, Harris, Kościecha
21. Bieg o 3. miejsce: Sullivan, Adams, Jonsson